# 闽东独立师集训地
闽东独立师集训地，是位于中国福建省宁德市蕉城区虎浿镇文峰村的一个中国共产党革命根据地，2018年9月入选第九批福建省文物保护单位。
闽东独立师集训地原为一栋晚清民居，坐北向南，由大门、前埕、正门、前天井及两侧厢房、正厅、后天井、倒座、左右护厝及后院组成，占地面积858.2平方米。1937年冬，受第二次国共合作的影响，因中共闽东特委和中华民国福建省政府达成合作抗日的协议，闽东红军游击队和各县游击队陆续集中宁德桃花溪整编，随后红军三个纵队和师部移驻至此进行了为期两个多月的集训。红军在村中设立多处训练场，战士白天练习投弹、射击等军事项目，晚上学习文化，整训结束后，军队规模从刚整训时的700多人发展到1300人，整训期间部队还成立了军械厂与被服加工厂。1938年1月24日，闽东红军正式改编为国民革命军陆军新编第四军第三支队第六团，团长叶飞，副团长阮英平，下辖三个营，开赴屏南棠口集结，2月14日开赴苏皖抗日前线。